# Beachhandball bei den Südostasienspielen
Beachhandball bei den Südostasienspielen ist ein Wettbewerb für Beachhandball-Nationalmannschaften aus Südostasien, der im Rahmen der zweijährig ausgetragenen Südostasienspiele (SEA Games, englisch Southeast Asian Games) ausgetragen wird.
Nachdem 2017 mit den Südostasiatischen Beachhandballmeisterschaften erstmals ein regionaler Wettbewerb im Beachhandball für Nationalmannschaften ausgetragen wurde, wurde die Handball-Disziplin 2019 in das Programm der Südostasienspiele aufgenommen. 2019 wurde der Wettbewerb im Rahmen der 30. Austragung der Southeast Asian Games zunächst nur für Männer durchgeführt, im Mai 2022 sollten auch die Frauen ihren Wettbewerb bei den eigentlich alle zwei Jahre stattfindenden Spielen bekommen, die jedoch aufgrund der COVID-19-Pandemie um ein Jahr verschoben wurden. Auch kam aufgrund zu weniger Anmeldungen anders als geplant kein Turnier für Frauen zustande. Traditionell nehmen in Asien mehr Länder an den Wettbewerben der Multisport-Events teil, als an den Einzelmeisterschaften der Sportarten. Das trifft ebenso auf die SEA Games und die Südostasien-Meisterschaften zu, als auch auf die Asienmeisterschaften im Vergleich zu den Beachhandball-Wettbewerben bei den Asian Beach Games.

## Männer
| 2019 Details | Dumaguete City, Philippinen | Vietnam | keine Playoffs | Thailand    | Philippinen | keine Playoffs | Indonesien |
| 2022 Details | Hanoi, Vietnam              | Vietnam | keine Playoffs | Philippinen | Thailand    | keine Playoffs | Singapur   |
| 2025 Details | Bangkok, Thailand           |         |                |             |             |                |            |
| 2027 Details | Kuala Lumpur, Malaysia      |         |                |             |             |                |            |
| 2029 Details | Singapur                    |         |                |             |             |                |            |

### Platzierungen der männlichen Nationalmannschaften
| Nation         | 2019 | 2022 | 2023 | 2025 | 2027 | 2029 |
| -------------- | ---- | ---- | ---- | ---- | ---- | ---- |
| Indonesien     | 04   | 0–   | 0–   |      |      |      |
| Philippinen    | 03   | 02   |      |      |      |      |
| Singapur       | 05   | 04   |      |      |      |      |
| Thailand       | 02   | 03   |      |      |      |      |
| Vietnam        | 01   | 01   |      |      |      |      |
| Teilnehmerzahl | 5    | 4    | 4    |      |      |      |

| Legende | Legende | Legende | Legende                                             |
| ------- | ------- | ------- | --------------------------------------------------- |
| 1       | 2       | 3       | Podest-Platzierungen                                |
| 4       | 4       | 4       | vierter Halbfinalist, wenn es Halbfinals gab        |
| 5 bis 8 | 5 bis 8 | 5 bis 8 | Viertelfinalisten, wenn es Viertelfinals gab        |
| T       | T       | T       | teilgenommen, aber keine Platzierungsspiele         |
| X       | X       | X       | Mannschaft zunächst gemeldet, aber nicht angetreten |